# Так чинять усі
«Так чинять усі, або Школа для закоханих» (італ. Così fan tutte, ossia La scuola degli amanti), відоміша під скороченою назвою — «Так чинять усі» — опера на 2 дії австрійського композитора Вольфганга Амадея Моцарта, KV 588, на лібрето Лоренцо да Понте, жанр опери автор позначив як «весела драма» (італ. dramma giocoso).

## Створення і прем'єри

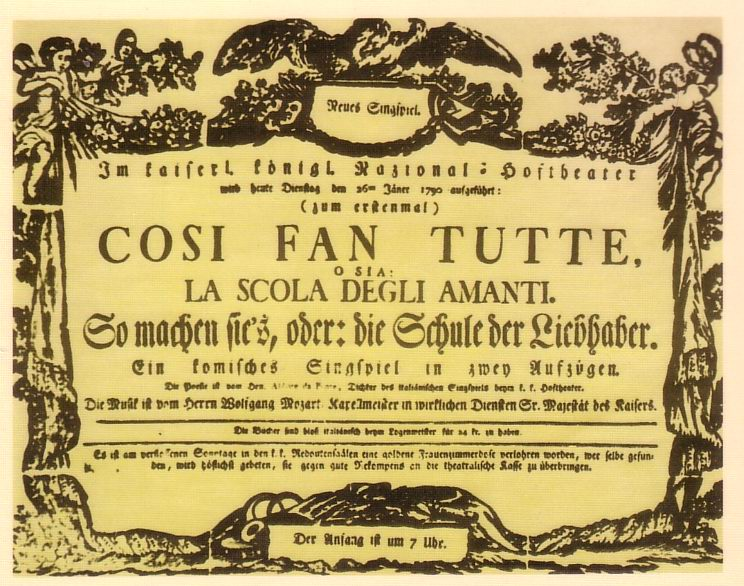
Афіша прем'єри

Спочатку замовлення на оперу призначалося для Антоніо Сальєрі, який, вже почавши роботу, незабаром відмовився од неї. Потім у серпні 1789 року замовлення від імператора Йосифа II, натхненного берлінським успіхом «Весілля Фігаро», було запропоновано Моцарту. Приводом для лібрето стала скандальна історія, що відбулася у Відні незадовго до цього. Моцартові було запропоновано досить великий гонорар (200 дукатів), і композитор не мав можливості відмовитися.
Прем'єра відбулася у віденському Бургтеатрі 26 січня 1790 року. Опера була прийнята холодно і представлена лише 10 разів. У прем'єрі брали участь Адріана Ферранезе (Фйорділіджі) Луїза Вільнев (Дорабелла), Франческо Бенуччі (Ґульєльмо), Вінченцо Кальвезі (Феррандо), Франческо Буссані (дон Альфонсо) і Доротея Буссані (Деспіна). За життя Моцарта оперу виконували тільки у Відні й у Празі.

## Дійові особи
| Партія                                                           | Голос        | Виконавець на прем'єрі 26 січня 1790 (Диригент — автор) |
| ---------------------------------------------------------------- | ------------ | ------------------------------------------------------- |
| Фйорділіджі,дама з Феррарі, що живе в Неаполі, сестра Дорабеллі  | Сопрано      | Адріана Феррарезе                                       |
| Дорабелла, дама з Феррарі, що живе в Неаполі, Фйорділіджі сестра | мецо-сопрано | Луїза Вільнев                                           |
| Ґульєльмо, офіцер, коханий Фйорділіджі                           | Баритон      | Франческо Бенуччі                                       |
| Феррандо, офіцер, коханий Дорабеллі                              | Тенор        | Вінченцо Кальвезі                                       |
| Деспіна, служниця Фйорділіджі і Дорабеллі                        | Сопрано      | Доротея Буссані                                         |
| Дон Альфонсо, старий-філософ                                     | Бас          | Франческо Буссані                                       |
| Хор: солдати, слуги, моряки                                      |              |                                                         |

Музикознавці відзначають рідкісний розподіл пар по голосах (тенор — мецо-сопрано баритон — сопрано) і згадують у зв'язку з цим оперу «Євгеній Онєгін» (Ленський, тенор — Ольга, мецо-сопрано, Онєгін, баритон — Тетяна, сопрано).
Арія Феррандо «Ах, мені здається, прекрасної душі» (№ 24) настільки важка для виконання, що її дуже рідко виконують не лише у виставах, але навіть і на студійних аудіозаписах.

## Лібрето

### 1 Дія
Молоді офіцери Ґульєльмо і Феррандо похваляються достоїнствами своїх коханих, сестер Дорабелли (кохана Фернандо) і Фйорділіджі (кохана Ґульєльмо), вихваляють їх вірність. Дон Альфонсо не вірить у вірність жінок і пропонує на спір піддати їх коханих випробуванню. У передчутті швидкої перемоги, молоді люди погоджуються.
Дон Альфонсо повідомляє сестрам, що їх женихів призвали на війну. Закохані в сльозах прощаються один з одним.
Дон Альфонсо, заручившись підтримкою Деспіни, приводить у дім до сестер молодих албанців, які насправді, є переодягненими Ґульєльмо і Феррандо. Вони починають «залицятися навпаки» Ґульєльмо — до Дорабелли, а Феррандо — до Фйорділіджі. Дівчата в гніві виганяють їх. Ті не дають дівчатам спокою. Прикинувшись вмираючими, вони вимагають негайної допомоги у вигляді поцілунку. Однак обман розкрито, і дон Альфонсо знову зазнає поразки.

### 2 Дія
Тим часом, залишившись наодинці, дівчата зізнаються Деспіні, що молоді люди припали їм до душі, при цьому Дорабеллі сподобався Ґульєльмо, а Фйорділіджі — Феррандо. Деспіна вмовляє їх піти на побачення.
Під час прогулянки в парку Ґульєльмо освідчується в коханні Дорабеллі, і вона приймає його кохання. Але Фйорділіджі продовжує чекати свого нареченого, зізнання Феррандо відкинуті.
Фйорділіджі готова втекти з міста від свого почуття, але в останній момент поступається наполегливості Феррандо. Дівчата згодні прямо сьогодні вийти заміж і слідувати за «албанцями» на їхню батьківщину.
Переодягнена нотаріусом Деспіна підписує шлюбні контракти, але в цей момент лунають звуки військового маршу. «Албанці» зникають, а з'являються женихи, що нібито «повернулися з війни» . Побачивши контракти, вони звинувачують в невірності своїх коханих, але дон Альфонсо, що не бажає зла молодим, мирить їх, стверджуючи, що «так чинять усі жінки».

## Структура
- Увертюра

Дія I
- N. 1 Терцет La mia Dorabella capace non è (Феррандо, Дон Альфонсо, Ґульєльмо)
- N. 2 Терцет È la fede delle femmine (Феррандо, Дон Альфонсо, Ґульєльмо)
- N. 3 Терцет Una bella serenata (Феррандо, Дон Альфонсо, Ґульєльмо)
- N. 4 Дует Ah guarda sorella (Фйорділіджі, Дорабелла)
- N. 5 Арія Vorrei dir, e cor non ho (Дон Альфонсо)
- N. 6 Квінтет Sento oddio, che questo piede (Фйорділіджі, Дорабелла, Феррандо, Дон Альфонсо, Ґульєльмо)
- N. 7 Дует Al fato dàn legge (Феррандо, Ґульєльмо)
- N. 8 Хор Bella vita militar
- N. 9 Квінтет Di scrivermi ogni giorno (Фйорділіджіі, Дорабелла, Феррандо, Дон Альфонсо, Ґульєльмо)
- N. 10 Терцет Soave sia il vento (Фйорділіджі, Дорабелла, Дон Альфонсо)
- N. 11 Речитатив Ah scostati і
  - Арія Smanie implacabili (Дорабелла)
- N. 12 Арія In uomini! In soldati (Деспіна)
- N. 13 Секстет Alla bella Despinetta (Фйорділіджі, Дорабелла, Деспіна, Феррандо, Дон Альфонсо, Ґульєльмо)
- N. 14 Речитатив Temerari, sortite fuori di questo loco і
  - Арія Come scoglio immoto resta (Фйорділіджі)
- N. 15 Арія Non siate ritrosi (Ґульєльмо)
- N. 16 Терцет E voi ridete? (Феррандо, Дон Альфонсо, Ґульєльмо)
- N. 17 Арія Un’aura amorosa (Феррандо)
- N. 18 Фінал
  - Ah che tutta in un momento (Фйорділіджі, Дорабелла)
  - Si mora, sì si mora (Фйорділіджі, Дорабелла, Феррандо, Дон Альфонсо, Ґульєльмо)
  - Eccovi il medico, signore belle (Фйорділіджі, Дорабелла, Деспіна, Феррандо, Дон Альфонсо, Ґульєльмо)
  - Dove son! (Фйорділіджі, Дорабелла, Деспіна, Феррандо, Дон Альфонсо, Ґульєльмо)
  - Dammi un bacio, o mio tesoro (Фйорділіджі, Дорабелла, Деспіна, Феррандо, Дон Альфонсо, Ґульєльмо)

Дія II
- N. 19 Арія Una donna a quindici anni (Деспіна)
- N. 20 Дует Prenderò quel brunettino (Фйорділіджі, Дорабелла)
- N. 21 Дует с хором Secondate, aurette amiche (Феррандо, Ґульєльмо, хор)
- N. 22 Квартет La mano a me date (Деспіна, Феррандо, Ґульєльмо, Дон Альфонсо)
- N. 23 Дует Il core vi dono (Дорабелла, Ґульєльмо)
- N. 24 Речитатив Barbara! Perché fuggi? (Феррандо, Фйорділіджі) і
  - Арія Ah lo veggio, quell’anima bella (Феррандо)
- N. 25 Речитатив Ei parte… senti… и
  - Рондо Per pietà, ben mio, perdona (Фйорділіджі)
- N. 26 Речитатив Il mio ritratto! (Феррандо, Ґульєльмо) і
  - Арія Donne mie, la fate a tanti (Ґульєльмо)
- N. 27 Речитатив In qual fiero contrasto і
  - Каватина Tradito, schernito (Феррандо)
- N. 28 Арія È amore un ladroncello (Дорабелла)
- N. 29 Дует Fra gli amplessi in pochi istanti (Фйорділіджі,Феррандо)
- N. 30 Анданте Tutti accusan le donne (Дон Альфонсо, Феррандо, Ґульєльмо)
- N. 31 Фінал
  - Fate presto, o cari amici (Деспіна, Дон Альфонсо, хор)
  - Benedetti i doppi coniugi (Хор, Фйорділіджі, Дорабелла, Феррандо, Ґульєльмо)
  - Канон E nel tuo, nel mio bicchiero (Фйорділіджі, Дорабелла,Феррандо, Ґульєльмо)
  - Miei signori, tutto è fatto (Фйорділіджі, Дорабелла, Деспіна, Феррандо, Дон Альфонсо, Ґульєльмо)
  - Bella vita militar (Хор, Фйорділіджі, Дорабелла, Деспіна, Феррандо, Дон Альфонсо, Ґульєльмо)
  - Sani e salvi agli amplessi amorosi (Фйорділіджі, Дорабелла, Деспіна, Феррандо, Дон Альфонсо, Ґульєльмо)
  - Fortunato l’uom che prende ogni cosa pel buon verso (Фйорділіджі, Дорабелла, Деспіна, Феррандо, Дон Альфонсо, Ґульєльмо)